# 府中御用瓜
府中御用瓜（ふちゅうごよううり）は、東京都府中市を中心に栽培されているマクワウリ。江戸東京野菜の一種。鳴子瓜、葵瓜とも称される。

## 概要
江戸時代に将軍に献上していたが、その後栽培が途絶えた。現在江戸東京野菜として復活し、東京府中市の伝統野菜マクワウリとして、毎年夏になると府中の森観光物産館などで販売されている。

## 歴史

### 近世まで
1757年（宝暦7年）から1838年（天保7年）の間、役所の問に対し府中三町（番場宿・本町・新宿）村役人・瓜作人が往古からの伝承を述べた返答書が何通かある。そのほとんどは家康入国以来とするが、寛永年中（1624年〜1643年）とするものもある。しかし、1617年（元和3年）にはすでに設置していたことは確かである。
御前栽として生鮮野菜・果物類を栽培する田畑は、賦課の仕方にもかかわるが、耕地の一画を御用農場として、幕府直営とする形があるが、府中の御前瓜栽培もそれにあたる。文政10年（1827）の『御前栽御瓜書上控』に、美濃国真桑村の百姓が招かれ、「府中領のうち、所々の地面を見くらべてみたところ、府中の田地が真桑瓜に相応の地であり、府中三町及び是政村田場の内」に御用瓜田を設けることにした、とあり、地味の検査を行った上で府中に御用瓜田を決定したことが分かる。
徳川家康・秀忠がたびたび鷹狩りや川漁に寄せて府中に来訪していた。彼らが、戦国時代の武将が行った、瓜畑での独特な遊宴を行う場としたという説がある。
生産は明治以降も続いたが1960年代に入ってプリンスメロンが登場し、価格面や甘みの強さによって人気が高まり、それにともなってマクワウリは市場から姿を消していった。
現在作られているものが江戸時代に作られていた品種かどうかは不明。

### 復活と現在
府中御用瓜は2013年に「府中御用ウリ」として江戸東京野菜に登録され、同年には府中市立小柳小学校、翌年の2014年には府中市立本宿小学校で復活栽培が行われた。

## 栽培法
初めの頃は美濃国真桑村から毎年百姓が府中へ招かれて作っていたが、元禄年間からは、府中の農民が作るようになったと記録にある。毎年旧暦7月頃が収穫期。栽培には深く耕した砂質の土壌が適している。

## 調理法
府中御用瓜は、甘いものが少なかった江戸時代、水菓子として賞味された。
現代栽培される際は、水菓子以外にも以下に調理され賞味されている。
- 浅漬け[10]
- 鉄砲漬け[11]
- 府中御用ウリシャーベット[7]
- マクワウリビール[12]